# Chrysoperla affinis
Chrysoperla affinis is een insect uit de familie van de gaasvliegen (Chrysopidae), die tot de orde netvleugeligen (Neuroptera) behoort. 
Chrysoperla affinis is voor het eerst wetenschappelijk beschreven door Stephens in 1836.